# Dreher (Tanz)
Als Dreher werden verschiedene, miteinander verwandte Paartänze bezeichnet. Sie sind in Oberbayern, Niederbayern, Oberpfalz und Franken sowie in Österreich anzutreffen.

## Franken: Dreischritt-Dreher
Der (Dreischritt-)Dreher ist ein typischer unterfränkischer Rundtanz. Er wird fast ausschließlich in Unterfranken getanzt.

### Technik
Es handelt sich um einen sehr schnell gedrehten Paartanz. Mit zwei Schritten und einem Tupftritt („Tip“) vollzieht das Paar eine komplette Drehung. Um der hohen Fliehkraft entgegenzuwirken, wird der Dreher nicht in normaler Tanzhaltung getanzt; die Dame legt ihre Hände um den Nacken des Herrn, sodass sie sich besser festhalten kann; der Herr fasst die Dame mit beiden Händen um den Rücken.
Das Besondere am Dreischritt-Dreher ist, dass Dame und Herr nicht synchron tanzen; der „Tip“ kommt zeitlich versetzt. Dazu beginnt das Paar zunächst mit einigen Laufschritten (normalerweise sechs oder acht), der Herr vorwärts (linker Fuß zuerst), die Dame rückwärts (rechter Fuß zuerst). Dann folgt der Dreischrittdreher mit fortlaufenden Paardrehungen.

### Dreher auf der fränkischen Kirchweih
Auf traditionellen Kirchweihen in Unterfranken, auf denen heute noch die fränkischen Rundtänze getanzt werden, gibt es zumeist komplette „Dreher-Touren“, also mehrere Dreher hintereinander. Zum Abschluss spielt die Kapelle zumeist noch so genannte „Zipfala“, mehrere extrem kurze Stücke.

## Zweischrittdreher
In Österreich und Süddeutschland ist in vielen Tänzen die Dreherfigur eingebaut. Beispiel ist das Hiatamadl oder der Paschate Zweischritt.